# つばな
つばな （12月28日 - ）は 日本の漫画家。
2007年、徳間書店『月刊COMICリュウ』の第一回龍神賞・銅龍賞を『子宮と部屋』により受賞（2007年9月号掲載）。同誌2008年8月号より『第七女子会彷徨』（全10巻）の連載を開始。
『第七女子会彷徨』は2013年の第17回文化庁メディア芸術祭マンガ部門にて、審査委員会推薦作品に選ばれた。
他に『バベルの図書館』（太田出版『マンガ・エロティクス・エフ』で連載、全1巻）、『ホブゴブリン 魔女とふたり』（幻冬舎『コミックスピカ』、幻冬舎『月刊コミックバーズ』で連載、全1巻）、『見かけの二重星』（講談社『Kiss』で連載、全1巻）などの作品がある。

## 作品リスト

### 連載作品
- 第七女子会彷徨（徳間書店『月刊COMICリュウ』2008年8月号 - 2016年6月号）全10巻
- 見かけの二重星（講談社『Kiss』2010年1/10号 - 2011年6/25号）全1巻
- ねもころ（芳文社『まんがタイムオリジナル』2011年6月号 - 2012年1月号 不定期連載）単行本未刊
- バベルの図書館（太田出版『マンガ・エロティクス・エフ』2012年74号 - 2013年83号）全1巻
- ホブゴブリン 魔女とふたり（幻冬舎『コミックスピカ』2011年No.2〜2015年No.41、幻冬舎『月刊コミックバーズ』2015年7月号 - 2015年12月号）全1巻
- 惑星クローゼット（幻冬舎『月刊コミックバーズ』2017年1月号～2018年8月号、幻冬舎『デンシバーズ』2018年7月 - 、幻冬舎『comicブースト』2019年1月 - ）単行本全4巻
- 誰何 Suika（徳間書店『COMICリュウWEB』2022年1月 - ）単行本既刊5巻

### 読みきり作品
- 子宮と部屋（徳間書店『月刊COMICリュウ』2007年9月号）
- フカのおなか（徳間書店『月刊COMICリュウ』2008年4月号）
- 純ちゃんといた日々は、私の全てだよ。（徳間書店『COMICリュウ アンソロジー けもも』2011年）
- 走る刃（徳間書店『COMICリュウ アンソロジー けもも2』2011年）
- ゴーストライター（『第七女子会彷徨』4巻初回限定版付録 2011年）
- 心を盗まれて（集英社『アオハル“bitter”』2012年）
- TimeOut（徳間書店『COMICリュウ新春特版 紅組』2012年）
- 動く影（新潮社『小説新潮』2014年2月号。畠中恵原作の時代小説『しゃばけ』のコミカライズ。新潮社 BUNCH COMICS『しゃばけ漫画 佐助の巻』に収録）
- へる（幻冬舎『月刊コミックバーズ』2014年12月号。幻冬舎 バーズコミックス デラックス『百合アンソロジー ユリボン』に収録）
- やる気ありません。（徳間書店『月刊COMICリュウ』2015年12月号）
- 彼女達の卒業式（徳間書店『月刊COMICリュウ』2016年1月号）
- 不登校（書き下ろし。早川書房『Comic S 早川書房創立70周年記念コミックアンソロジー〔SF篇〕』に収録）
- シホちゃん死なないで（光村図書出版『飛ぶ教室』第48号 2017年冬）
- 分身の理由（青土社『ユリイカ』2021年1月号　ぬいぐるみ特集）
- Unknowns（『コミック電撃だいおうじ』VOL.121[3]） - 「10周年記念読切フェスティバル！」企画作品[3]。

### その他
- 不思議の国のつばな（太田出版『マンガ・エロティクス・エフ』2012年74号）つばな・石黒正数・ツナミノユウの座談会、99の質問、イラストギャラリー、『つばなさんの夢叶えます』など、つばな特集34P
- デジタル社会の未来はどうなる？あの人が妄想してみました（マガジンハウス『Hanako』2013年1037号）イラスト＆インタビュー企画1P
- ジブリガールズファッション10選（秋田書店『もっと!』vol.4 2013年）イラスト企画2P
- SF COMIC SHORT-SHORT 第一回（早川書房『S-Fマガジン』2014年1月号）ショート漫画1P
- トキメキモノ！vol.37(集英社『Cocohana』2015年2月号）ショート漫画1P

## メディア化
2012年、『見かけの二重星』がオーディオドラマ化され、7月15日～20日にかけて、NHK-FM「青春アドベンチャー」にて放送された。